# Logos spermatikos
Logos spermatikos (pl. „ziarna Słowa” lub „Logos rozsiany”) – chrześcijańska koncepcja teologiczna, obecna zwłaszcza we wczesnym Kościele i przypomniana na Soborze Watykańskim II, która utrzymuje, że podstawowe intuicje chrześcijańskie są dostępne także w rozmaitych elementach filozofii pogańskiej.
Twórcą koncepcji był Justyn Męczennik, zdaniem którego pogańscy filozofowie, „którzy wiedli życie zgodne z Logosem, są chrześcijanami nawet, gdyby byli nazwani ateistami”. Jak wyjaśnia Józef Naumowicz, „istotą tej koncepcji jest przekonanie, że od początku istnienia wszechświata ziarna prawdy zostały rozsiane przez boski Logos wśród wszystkich ludzi i w ten sposób wszyscy w różnym stopniu odkrywają prawdę i w różnym stopniu mają udział w boskim Logosie”. Wynika stąd, że skoro „Stwórca rozsiał ziarna swojego Słowa (logos spermatikos) po obcej ziemi pogańskich kultur, to wynika stąd wniosek, że naturalny rozum jest w stanie uszczknąć trochę nadprzyrodzonej prawdy, nie znając przy tym objawienia tajemnic”.  
Przeciwne stanowisko we wczesnym Kościele reprezentowali teologowie z nurtu tzw. ekskluzywizmu wrogiego kulturze helleńskiej, tacy jak Tacjan Syryjczyk. 